# Kazimierz Pużak

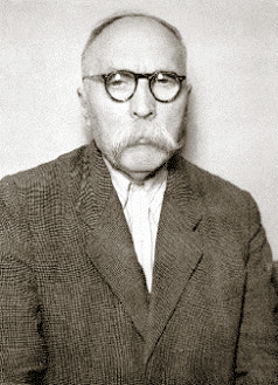
Kazimierz Pużak

Kazimierz Pużak (* 26. August 1883 in Tarnopol, Österreich-Ungarn; † 30. April 1950 in Rawicz (deutsch Rawitsch)) war ein polnischer sozialistischer Politiker.

## Leben
Nach dem Besuch des Gymnasiums in Tarnopol, wo er 1905 Abitur machte, begann er ein Jura-Studium an der Universität Lemberg, das er wegen seiner politischen Aktivitäten allerdings abbrach. Pużak gehörte seit 1904 der Polnischen Sozialistischen Partei (PPS) an, 1906 gründete er gemeinsam mit Józef Piłsudski die „Revolutionäre Fraktion“ der PPS. Im Jahre 1909 gehörte er im Auftrag der Kampforganisation der Partei zu den Vollstreckern der Ermordung eines russischen Provokateurs in den eigenen Reihen. Hierfür wurde er 1911 von den Russen verhaftet und zu sechs Jahren Festungshaft in Schlüsselburg verurteilt. In den Revolutionswirren von 1917 befreit, kehrte er ein Jahr später nach Polen zurück.
In der kurzlebigen Regierung von Ministerpräsident Jędrzej Moraczewski (November 1918 bis Januar 1919) wurde er Postminister. Von 1921 bis 1939 war er Sekretär des Exekutivkomitees der PPS, von 1919 bis 1935 zugleich Abgeordneter des Sejm.
Nach dem deutschen Überfall 1939 gründete er im Untergrund die Gruppierung Wolność, Równość, Niepodległość (Freiheit, Gleichheit, Unabhängigkeit) als Fortsetzung der PPS-Aktivitäten. Er gehörte auch der politischen Führung des Untergrundes an und stand seit 1944 an der Spitze des Rates für Nationale Einheit (Rada Jedności Narodowej), dem Leitungsgremium des Untergrundes, das sich aus den Vertretern aller wichtigen Vorkriegsparteien zusammensetzte.
Im März 1945 – schon nach dem Einmarsch der Roten Armee in diesen Landesteil – wurde er mit weiteren wichtigen Führern wie dem Oberbefehlshaber der Heimatarmee, General Leopold Okulicki, und dem Bevollmächtigten der Londoner Exilregierung Jan Stanisław Jankowski vom sowjetischen Geheimdienst NKWD bei Pruszków in eine Falle gelockt und anschließend nach Moskau verschleppt. In dem dortigen stalinistischen Schauprozess gegen sechzehn Politiker des antikommunistischen Widerstandes (Prozess der Sechzehn) verurteilte man ihn zu eineinhalb Jahren Haft. Nach vier Monaten begnadigt, kehrte er nach Polen zurück. Da er sich weiterhin weigerte, sowohl die kommunistische Herrschaft zu akzeptieren als auch Polen nach Westen zu verlassen, wurde er 1947 erneut verhaftet und im Schauprozess gegen die Anführer der nicht-kommunistischen Faktion der PPS im darauf folgenden Jahr zu zehn Jahren Gefängnis verurteilt. Pużak starb im Gefängnis an den Haftbedingungen und wurde heimlich auf dem Warschauer Powązki-Friedhof bestattet. 1996 wurde er von Staatspräsident Aleksander Kwaśniewski postum mit dem Weißer-Adler-Orden ausgezeichnet.